# Hedera helix

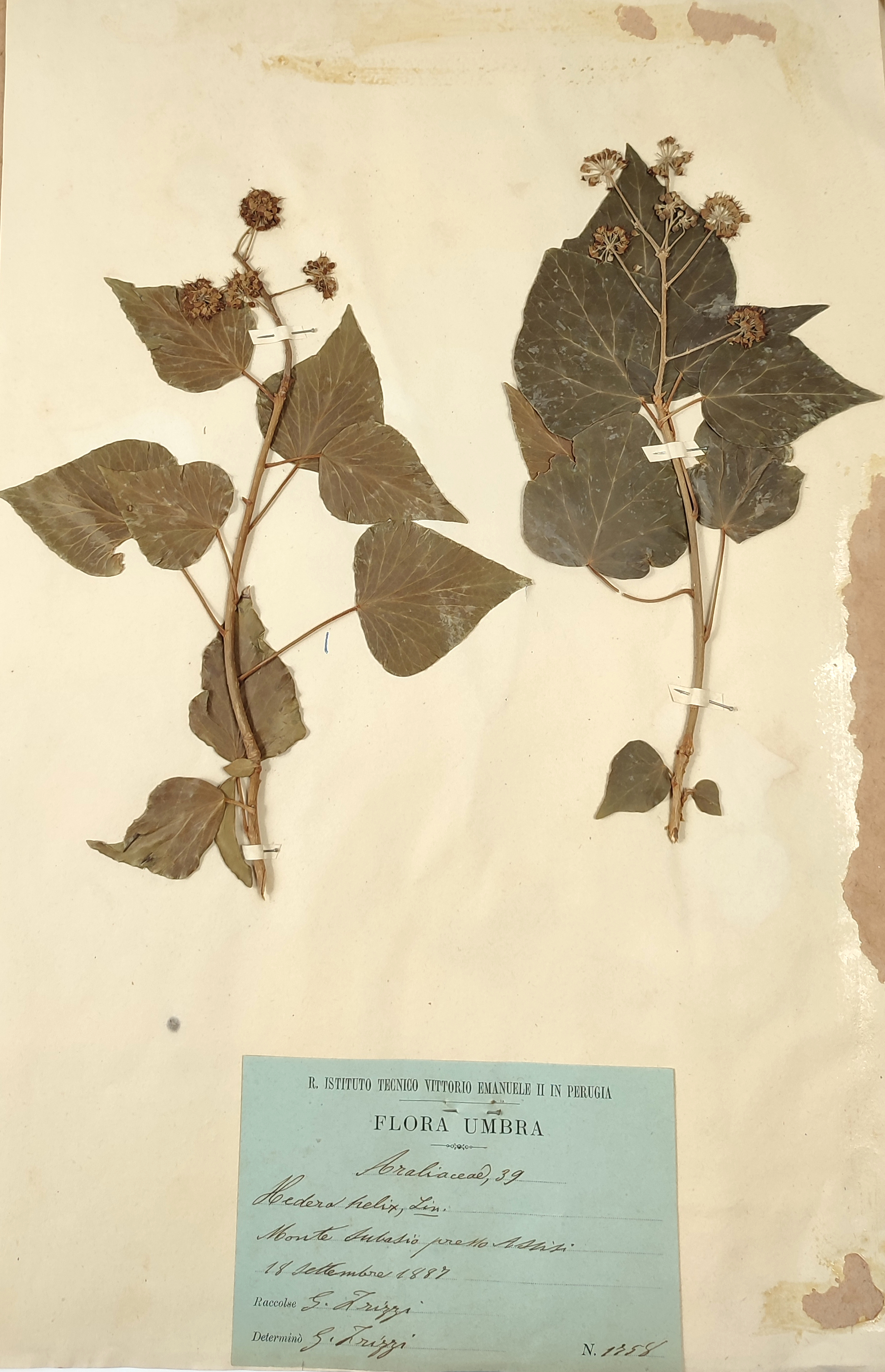
Hedera helix in erbario

L'edera comune (Hedera helix L., 1753) è una pianta che appartiene alla famiglia delle Araliacee.

## Descrizione
Nei rami non fioriferi ha foglie caratteristiche a 3 o 5 lobi di colore verde chiaro e scuro, ideale per ricoprire muri o tronchi di alberi. Nei rami fioriferi le foglie invece sono ovato romboidali. I fiori sono formati da cinque petali di colore verde riuniti in ombrelle sferiche. Caratteristica dell'edera è la prima fioritura a circa 10 anni di età.
I frutti sono costituiti da bacche globose di colore nero a maturazione lungamente peduncolate e riunite in formazioni sferiche. Gli uccelli se ne cibano abbondantemente nei periodi invernali mentre per l'uomo contengono una saponina che irrita le pareti gastriche. La fioritura avviene a settembre e le bacche maturano a novembre, rimangono sulla pianta tutto l'inverno.

## Distribuzione e habitat
La specie è diffusa in Europa e in Turchia; in Italia è presente in tutte le regioni. Si trova a ridosso di ruderi, su alberi ma anche nei sottoboschi ombrosi. Può crescere sia strisciante che abbarbicata.

## Usi
L'edera è una pianta mellifera, il cui fiore è bottinato intensamente dalle api. Si può ottenere un miele, ma anche se comune l'edera non è abbondante e la produzione di monoflora si ha solo in piccole aree. Molto importante perché è una delle ultime piante a fornire quantità cospicue di nettare e polline prima dell'inverno, fiorendo a settembre-ottobre. 
Una peculiarità di questo miele che ne rende difficile l'estrazione è dovuto alla cristallizzazione rapida, spesso già nei favi dentro l'arnia, rendendo inutile la normale centrifugazione. Indi per cui spesso si lascia come ultimo rifornimento per le scorte invernali dell'alveare. Inoltre, per il periodo autunnale, il miele tende ad avere troppa umidità.
L'edera comune è molto apprezzata in cosmetica per le sue proprietà tonificanti e drenanti, è utile contro cellulite, ritenzione idrica e gonfiori, ma anche per la cura dei capelli e piccole irritazioni o scottature. Fra i prodotti cosmetici più apprezzati ricavati da questa pianta vi è l'estratto di edera.

## Moltiplicazione
L'edera può essere moltiplicata per talea, margotta o può essere riprodotta da seme.

### Moltiplicazione per seme
I semi vengono preparati nel periodo invernale per poi essere interrati con l'arrivo della primavera. Per questo possono essere raccolti a fine febbraio / inizio marzo per poi essere piantati. All'interno di ogni bacca troviamo da 2 a 3 semi che potranno essere piantati per dare vita a 3 piante differenti.
Questo metodo viene principalmente scelto se si desiderano delle piante con caratteristiche differenti dalla pianta madre; infatti le piante nate da seme avranno una genetica che tende a fondersi migliorandosi nelle generazioni successive in base ai fattori ambientali cui la pianta viene esposta.
Un esempio di miglioramento può essere dato dal fatto che la pianta madre è stata esposta a problemi climatici (siccità o gelo) e le nuove piante nate da seme avranno nel loro genoma un'informazione migliorativa sul clima che ha quel determinato territorio.

### Moltiplicazione per talea
Anche in questo caso il periodo migliore per moltiplicare l'edera è in primavera quando vi sono temperature tra 20 e 25°; poiché la pianta è provvista di radici aeree, si può prelevare un pezzo di ramo che contenga almeno 3 internodi e riporlo in un vaso con umidità e luce costanti. Dopo circa 10/15 giorni il rametto avrà prodotto delle radici che permetteranno alla pianta di crescere e assorbire i nutrimenti del terreno.
Se si adotta questo metodo di moltiplicazione, bisogna avere l'accortezza di utilizzare strumenti ben puliti e disinfettati, mentre le piante che si vanno a prelevare non devono presentare malattie fungine o parassiti.